# 詹姆斯·麦克米林
詹姆斯·麦克米林（英語：James McMillin，1914年3月8日—2005年8月22日），美国男子赛艇运动员。他曾代表美国参加1936年夏季奥林匹克运动会赛艇比赛，获得男子八人单桨有舵手金牌。